# Kreuzgrund (Böckingen)

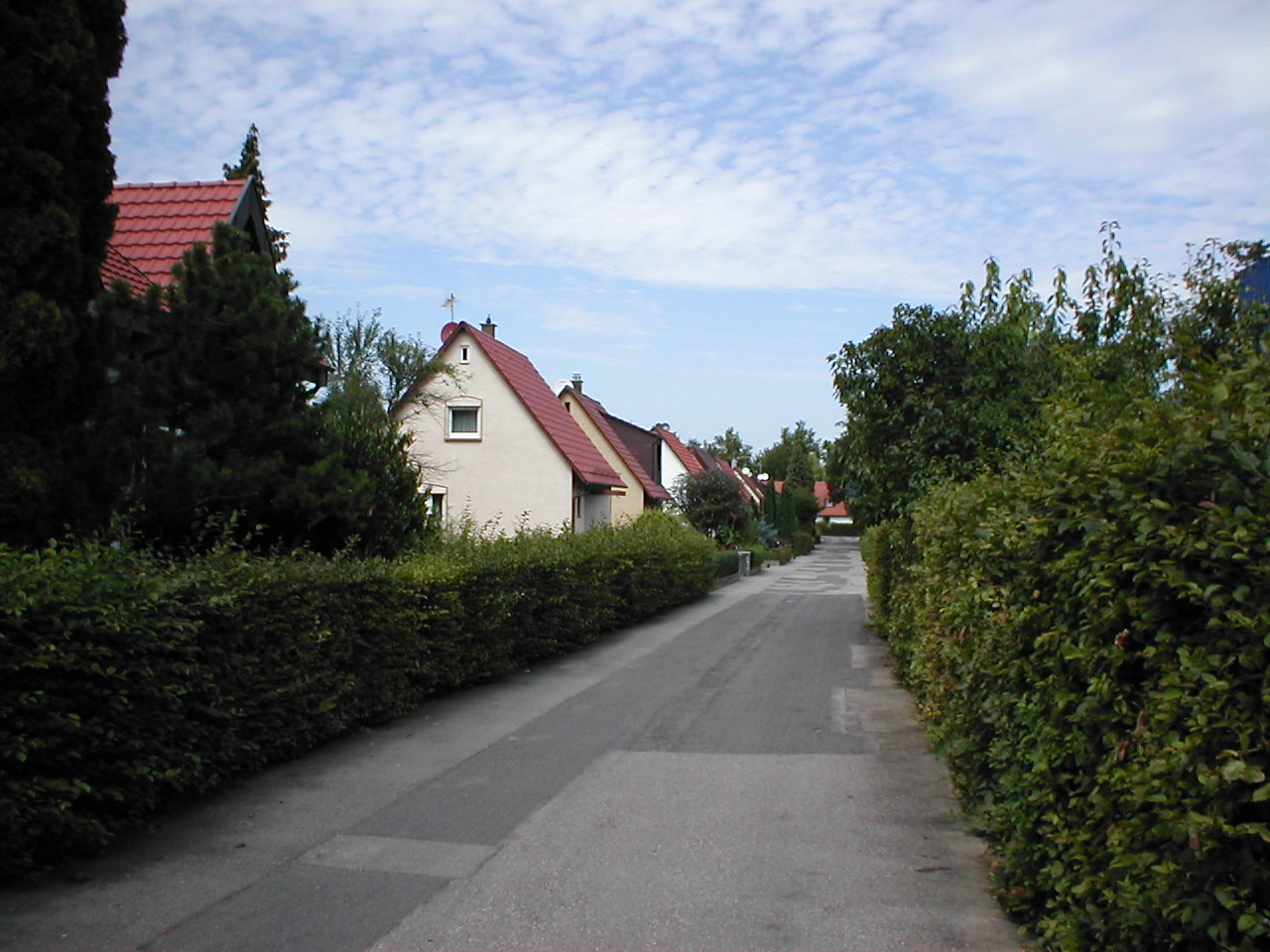
Eichenhof im Kreuzgrund mit gleich parzellierten Häusern des Typs Volkswohnhaus Ensle

Der Kreuzgrund ist eine Siedlung im Heilbronner Stadtteil Böckingen, die 1938 eingeweiht wurde.

## Lage
Der Kreuzgrund befindet sich im Nordwesten von Böckingen, das Gebiet erstreckt sich im Winkel zwischen Saarlandstraße und Heidelberger Straße sowie nördlich der Saarlandstraße.

## Geschichte
Der Bau der etwa 200 Häuser umfassenden Siedlung wurde auf Grundlage des Reichsheimstättengesetzes bereits 1935 geplant und nach dreijähriger Bauzeit bis 1938 abgeschlossen. Die Idee der Autonomie bzw. Selbstversorgung stand bei dieser Siedlung im Vordergrund. Die Siedler sollten sich auch durch einen großen Garten selbst versorgen können, daher wurden erschwingliche kleine Häuser des Typs „Volkswohnhaus Ensle“ mit einer Grundfläche von 6,50 × 7,75 Metern auf großen Grundstücken erstellt. Für die Siedler war es anfangs Pflicht, dem 1935 gegründeten Siedlerverein Kreuzgrund e. V. beizutreten. Von den Bewohnern wurden auch bestimmte Eigenleistungen beim Bau der Häuser erwartet und auf den Kaufpreis angerechnet. Zur Vorfinanzierung hatte das Salzwerk 180.000 Reichsmark zur Verfügung gestellt, im Gegenzug wurden 40 der 200 Häuser für Mitarbeiter des Salzwerks und der Glashütte vereinbart.
Bei der Einweihung des ersten Bauabschnitts (zwischen Saarlandstraße und Eulenweg bzw. westlichem Teil der Straße Im Kreuzgrund sowie nördlich der Saarlandstraße von der Florian-Geyer-Straße nach Nordwesten) am 17. Juli 1938 erhielt dieser den Namen eines in Stuttgart getöteten SA-Mannes, nämlich Ernst-Weinstein-Siedlung. Das Herzstück der Neuen Siedlung bildeten Geschäftshäuser an der Straße Im Kreuzgrund sowie ein katholisches Gemeindezentrum. Nach 1945 wurde die Siedlung wieder mit der ursprünglichen Gewannbezeichnung Kreuzgrund benannt. In unmittelbarer Nachbarschaft der Siedlung befand sich 1945 bis 1947 das Kriegsgefangenenlager PWTE C-3 (heute: Wohngebiet Schanz). Wachmannschaften dieses Lagers besetzten den Kreuzgrund ab 30. Mai 1945. Der Vorsitzende des Siedlervereins, Adolf Strietter, erwirkte 1946, dass die Siedlung wieder freigegeben wurde.
Die Siedlungshäuser wurden im Lauf der Zeit häufig vergrößert, die Nutzgärten wurden meist zu Ziergärten. Bis 1953 hat man die Siedlung nach Süden bis zur Platanenstraße erweitert, später wurde auch noch im äußersten Süden der Winkel zwischen Kastanienweg und Heidelberger Straße sowie der Bereich westlich und nördlich des Böckinger Friedhofs bebaut. Diese Siedlungserweiterung trägt die Bezeichnung Vorderer Kreuzgrund.
1953 wurde die Heilig-Kreuz-Kirche nach Plänen von Rudolf Gabel als Filialkirche der Böckinger Kilianskirche erbaut. 1970/71 folgten die Heinrich-von-Kleist-Realschule und ein evangelisches Gemeindezentrum im Holunderweg. Die alte katholische Heilig-Kreuz-Kirche wurde 1991 durch einen benachbarten Neubau, die heutige Pfarrkirche Heilig Kreuz ersetzt und dann zugunsten eines Gemeindehaus-Neubaus abgerissen. Das evangelische Gemeindezentrum im Holunderweg wurde 1996 um die Versöhnungskirche erweitert.
Durch die starke Bautätigkeit der 1960er und 1970er Jahre, vor allem durch den Bau des westlich der Heidelberger Straße gelegenen und an den Kreuzgrund grenzenden Wohngebiets Schanz, durch den Ausbau des nordöstlich an den Kreuzgrund grenzenden Klinikums am Gesundbrunnen mit seinen zahlreichen Wohngebäuden sowie durch die Siedlungsverdichtung im Bereich des Böckinger Friedhofs ist die einst isoliert gelegene Kreuzgrund-Siedlung mit dem nördlichen Teil von Böckingen verwachsen. Sowohl infrastrukturell als auch von den Verkehrsanbindungen her sind die Siedlungen im Kreuzgrund und auf der Schanz mehr auf die Heilbronner Innenstadt ausgerichtet als auf die historische Ortsmitte von Böckingen.
Der Kreuzgrund wurde 1953 und 1985 mit Preisen als schönste oder als vorbildliche Kleinsiedlung ausgezeichnet. Die Entwicklung der Siedlung wird weiterhin durch den Siedlerverein mitbestimmt, der 1998 noch 240 Mitglieder hatte.

## Bauwerke
Der Kreuzgrund ist bis heute geprägt von den Einfamilienhäusern der 1930er Jahre, die einen Großteil des Baubestandes ausmachen. Im Süden der Siedlung gibt es jüngere Mehrfamilienhäuser. In der Siedlung gibt es nur wenige herausragende Gebäude:
- Die katholische Pfarrkirche Heilig Kreuz hat 1991 ein älteres Kirchengebäude ersetzt.
- Die evangelische Versöhnungskirche entstand von 1994 bis 1996 als Erweiterungsbau eines Gemeindezentrums aus den 1970er Jahren.
- Die Heinrich-von-Kleist-Realschule wurde 1970/71 gegründet. Das Schulangebot im nordwestlichen Teil von Böckingen wird durch das etwa gleichzeitig erbaute und nur wenige hundert Meter entfernte Schulzentrum am Kraichgauplatz mit Elly-Heuss-Knapp-Gymnasium sowie Elly-Heuss-Knapp-Grund- und Hauptschule mit Werkrealschule ergänzt.
- In einer kleinen Grünanlage am Kastanienweg steht eine Sandsteinplastik (monogrammiert HWB), die einen Knaben mit Hund zeigt und die zur Zeit der Siedlungsgründung ursprünglich eine Brunnenplastik war.

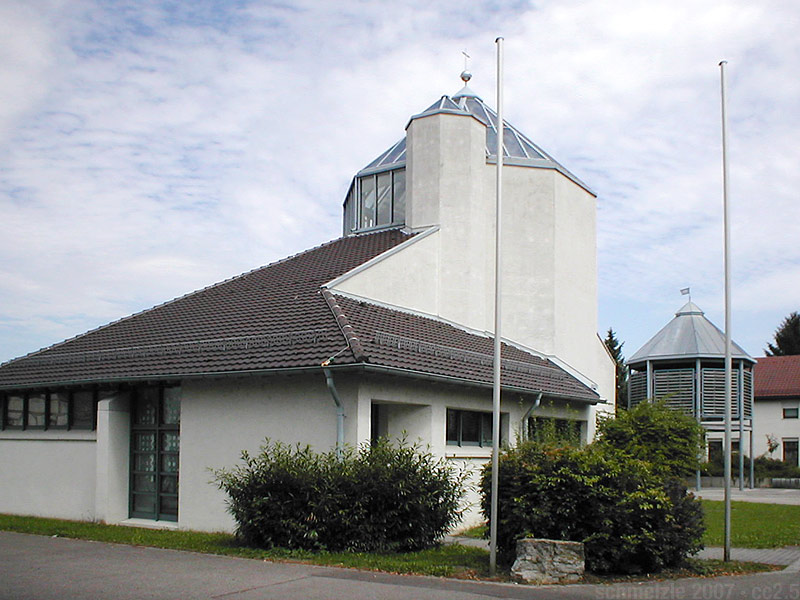
Heilig-Kreuz-Kirche
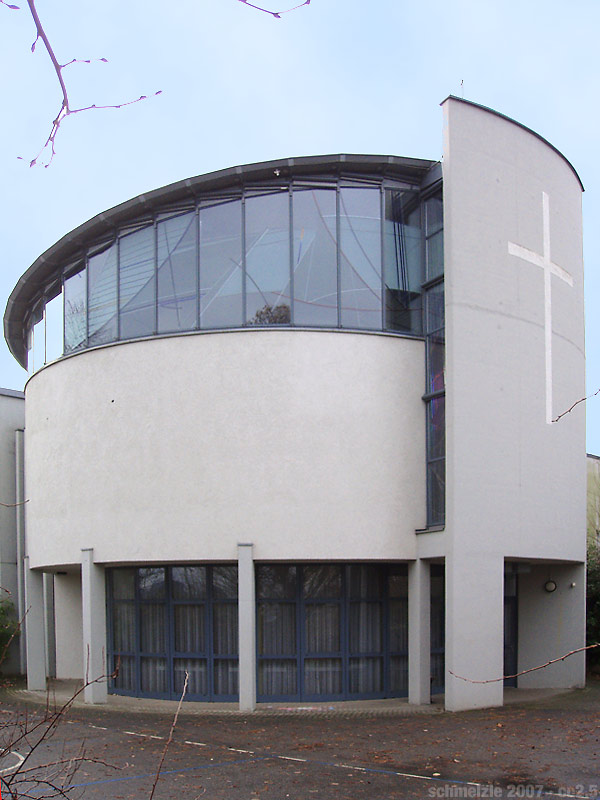
Versöhnungskirche
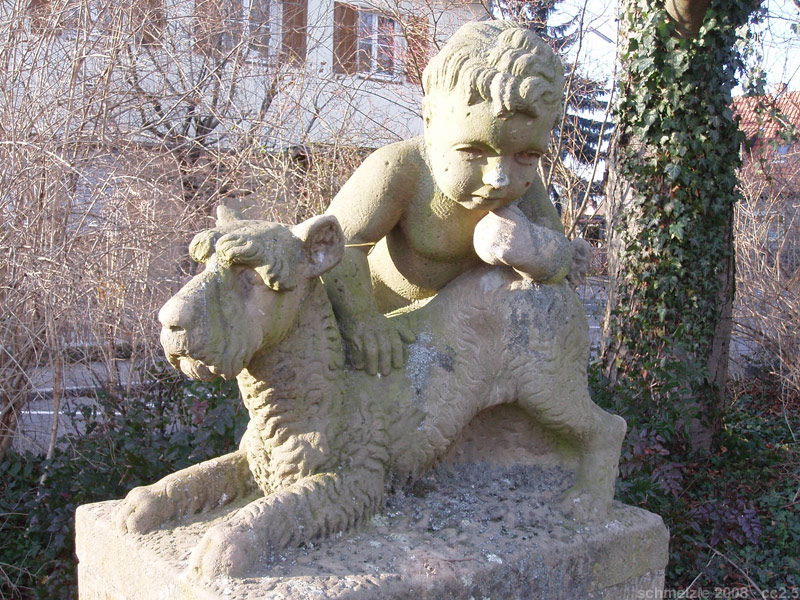
Sandsteinplastik im Kreuzgrund
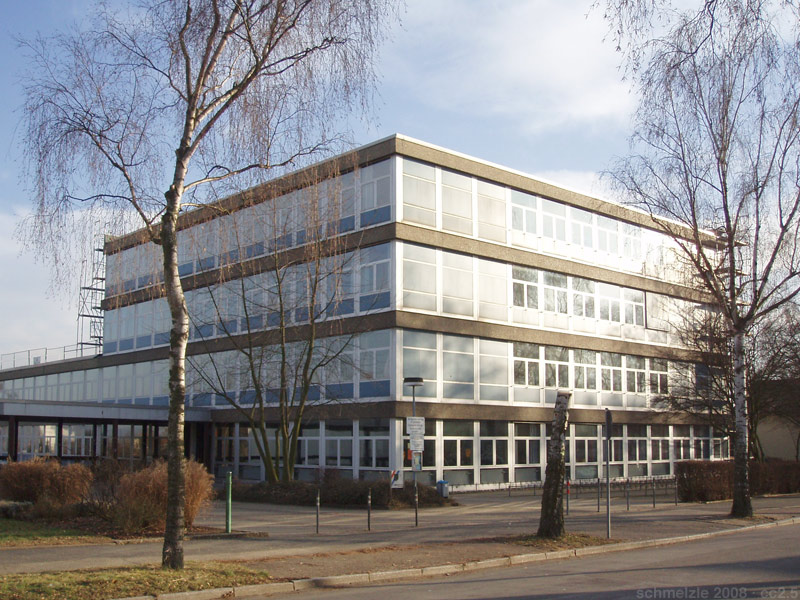
Heinrich-von-Kleist-Realschule